# Castellvell de Gemenells
Castellvell de Gemenells és una obra de Sant Jaume dels Domenys (Baix Penedès) declarada Bé Cultural d'Interès Nacional.

## Descripció
Restes de fortificació de planta rectangular.
Castell situat prop de la riera de Sant Marc, damunt el tallat d'un esperó del torrent.
De la construcció en resta molt poca cosa, tan sols una sèrie de petits murs i una torre de connotacions cilíndriques. Els materials emprats són carreus irregulars enganxats amb fang.

## Història
Documentat el 1365-1370.
La localització de Giminells o Gemanella és molt controvertida, però sembla que l'opinió encertada és la de Vicenç Carbonell, que situa un pretès castell de giminells en aquesta zona i l'identifica amb les ruïnes descrites.